# عبد الله بن إسماعيل بن حرب
عبد الله بن إسماعيل بن حرب بن خير بن فرج، من أهل قرطبة: يكنى؛ أبا محمد، ويعرف بابن الثور.

## من أخباره
سمع بقرطبة، من مسلمة بن القاسم بن إبراهيم الضرير، وأحمد بن مطرف، وأحمد بن سعيد، ومحمد بن معاوية، وعبد الله بن محمد الأحدب، وسعيد بن أحمد بن عبد ربه ونظرائهم. ورحل إلى المشرق فسمع بالقيروان من أبي العباس التميمي، ومن زياد بن يونس السدري، وبمصر من أبي العباس أحمد بن الحسن الرازي، وأبي بكر محمد بن أحمد المقيد، وابن رشيق وجماعة من نظرائهما ولاء. ودخل العراق فسمع بها من أبي علي الصواف ومن أبي الحسن أحمد بن مقسم ومن أبي بكر الأبهري وجماعة؛ وانصرف إلى الأندلس، فنيل في علم الحديث.
وكان بصيراً بالرجال، مذكوراً بذلك؛ صحبنا في السماع عند محمد بن يحيى ابن عبد العزيز، والخطاب بن مسلمة، وعبد الله بن محمد بن قاسم الثغري: وسمع منه جماعة من الناس.

## وفاته
توفي لاثنتي عشرة ليلة بقيت من صفر سنة 380هـ، ودفن يوم السبت بعد صلاة العصر في مقبرة الكلاعي، وصلى عليه القاضي محمد ابن يبقي.